# Marienklage
Die Marienklage ist seit dem 13. Jahrhundert ein häufiger Bestandteil von Mysterienspielen zunächst in lateinischen Versen, mehr und mehr auch in volkssprachlichen Fassungen. Entweder die Gottesmutter oder Maria Magdalena klagen darin nach der Kreuzabnahme oder während der Kreuzigung über den Verlust Jesu. Marienklagen wurden im jahreszeitlichen Zusammenhang, aber nicht mehr im Rahmen des Gottesdienstes aufgeführt. Marienklage wird mitunter auch das bildnerische Motiv der Pietà genannt.

## Historische Bedeutung
In doppelter Hinsicht ist die Marienklage etwas Heikles aus mittelalterlicher Sicht: 
- Die christliche Religion stand der in der Antike verbreiteten, vermutlich zu Exzessen führenden Totenklage ablehnend gegenüber, konnte sie jedoch nicht verhindern.
- Die in der ersten Person Singular verfasste Marienklage erzählt Marias Kummer nicht (Diegesis), sondern erlebt ihn, indem sich die rezitierende oder singende Person in die klagende Maria hineinversetzt (Mimesis). Eine Identifikation mit Personen des Heilsgeschehens widersprach der christlichen Erzählkultur. Sie war aber offenbar ein Bedürfnis im gotischen 13. Jahrhundert und konnte von der Kirche nicht mehr verhindert werden. Theologisch wurde dies mit dem Konzept der „compassio“ gerechtfertigt.

Die behutsame Emanzipation der dramatischen Nachahmung hatte damals schon eine lange Tradition: Der Quem-quaeritis-Tropus aus dem 10. Jahrhundert, aus dem die mittelalterlichen Osterspiele hervorgegangen sind, lässt die Marien am leeren Grab Christi erstmals selbst sprechen, ohne die Bibel zu zitieren, was im Rahmen der Liturgie bahnbrechend war. Die Marienklagen werden mitunter als Keimzelle der mittelalterlichen Passionsspiele betrachtet.
Solche Darstellungen müssen sich stets rechtfertigen, indem sie auf ihre eigene Nichtigkeit und Vergänglichkeit hinweisen: Die klagende Stimme wird bald verklingen. Wie der irdische Christus sind auch Maria und mehr noch die Person, die sie verkörpert, vergänglich. Dieses Eingeständnis der eigenen Vergänglichkeit macht ihre Selbstinszenierung zunehmend möglich. Wie die Salbenkrämer-Szene im Osterspiel (in der den Frauen Kosmetikwaren verkauft werden), ist die Marienklage ein frühes Beispiel einer szenischen Vanitas-Darbietung.
Die Sequenz Stabat mater erzählt dagegen nur Marias Kummer, ohne den Erzähler mit ihr zu identifizieren. Deshalb konnte sie im Unterschied zu den dramatischen Marienklagen auch im liturgischen Zusammenhang Verwendung finden.

## Beispiele
Für Marienklagen gibt es keine biblischen Vorbilder, sie erscheinen jedoch bereits in der Spätantike. Als Dichtungen kommen sie in der Westkirche seit dem 11. Jahrhundert auf.
Aus dem 12. Jahrhundert sind vereinzelte Marienklagen in der Ich-Form wie ein Planctus ante nescia erhalten. Ebenso enthält das Passionsspiel von Montecassino, ebenfalls aus dem 12. Jahrhundert, eine kurze dramatische Marienklage. Vom 13. Jahrhundert an werden Marienklagen immer häufiger.
Die Bordesholmer Marienklage aus dem 15. Jahrhundert ist ein komplettes vertontes geistliches Spiel. Bis zum Lamento des 17. Jahrhunderts (z. B. Claudio Monteverdis Pianto della madonna als latinisierte geistliche Version des antiken Stoffs im Lamento d’Arianna, 1623, siehe Kontrafaktur, Parodie) gibt es eine einigermaßen kontinuierliche Tradition der Marienklage.